# Панамериканська українська конференція
Панамериканська українська конференція (Panamerican Ukrainian Conference) — об'єднання, міжнародна координаційна надбудова над громадськими організаціями української діаспори Північної та Південної Америки, що існувала в 1947—1967 роках. Стала основою створення Світового Конґресу Вільних Українців (СКВУ).

## Історія
21 листопада 1947 року в Нью-Йорку (США) з ініціативи Українського Конгресового Комітету Америки й Конґресу Українців Канади на загальному з'їзді створено політичне представництво українців Північної і Південної Америки — Панамериканську українську конференцію (ПАУК).
Головним завданням ПАУК було об'єднання усіх організацій української діаспори у світі. На першій нараді було прийнято постанову про необхідність докласти усіх зусиль для повного об'єднання усіх українських сил для однієї великої мети і «започаткувати і підтримувати всяку іншу акцію, яка змагала б до об'єднання й консолідації усіх українських сил поза межами України» 23—25 жовтня 1948 року відбулася спеціальна нарада Панамериканської української конференції у справі скликання Світового Конґресу українців. Праця з його підготовки була тривалою, фактично почалася з 1959 року.
У 1960 році на VI сесії ПАУК в Нью-Йорку усім українським громадським центральним організаціям було спрямовано звернення щодо створення Світового Конґресу Вільних Українців. На VII сесії ПАУК у Вінніпеґу 1965 року намічено скликати Світовий Конґрес Українців та створити світову централю.
У листопаді 1967 року було утворено Світовий Конґрес Вільних Українців. В результаті ПАУК став основою новоствореного Конґресу.

## Структура
- Український Конгресовий Комітет Америки
- Конґрес Українців Канади
- Товариство прихильників української культури в Бразилії
- Комітет українських представників Аргентини, Парагваю й Уругваю

## Управління
Головою (предсідником) ПАУК обрано президента Конґресу Українців Канади Василя Кушніра. Він залишався на чолі конференції увесь час її існування.
Голова мав 1 заступника. Також було створено дві комісії — програмову й організаційну. Перша з них працювала на території Канади, під проводом В. Кушніра, а друга — на терені США, під керівництвом президента Українського Конгресового Комітету в США, спочатку Дмитра Галичина, а після його смерті — Йосифа Лисогора. Крім того, було створено постійне представництво українців американських країн і секретаріат ПАУК (складався з 2 секретарів).
Для вирішення програмних та організаційних питань скликалися сесії ПАУК. Всього було проведено 7 таких сесій. У 1967 року створено Підготовчий комітет для проведення Світового Конґресу Вільних Українців.